# 厦门海关通讯塔旧址
厦门海关通讯塔旧址位于中国福建省厦门市鼓浪屿，是全国重点文物保护单位鼓浪屿近代建筑群的子项目之一。
厦门海关通讯塔为铁质塔，共两座，是厦门海关建造的无线电通讯联络设施，由厦海关海务处设计，英国多曼朗公司提供钢铁材料，采用当时世界先进的电子管无线电波技术。附设管理用房，单层，墙基使用同时代鼓浪屿罕有的混凝土基础做法，可有效地起到防潮作用。